# 소낙비
《소낙비》는 1935년 발표된 김유정의 소설이다.

## 줄거리
하늘이 어둑어둑하지만 짖궂게도 햇빛은 종종 비친다. 노름을 하기 위해 춘호는 아내를 때리며 이원을 구해 오라고 한다. 춘호처는 돈을 구하기 위해 이주사의 처가 되어 호위호식하는 쇠돌엄마의 집을 찾아 가기로 한다. 급하게 나간다. 쇠돌엄마의 집 앞에서 기다리던 중에 이주사가 그의 집으로 들어가는 것을 보고 자신을 겁탈하려고 했던 기억이 떠오른다. 그리고 그녀는 이주사만 집에 있는 것을 알고도 쇠돌엄마의 집으로 가 쇠돌엄마를 찾는다. 이주사는 그녀를 겁탈하고 그녀는 치욕적이지만 돈 이원을 이주사로부터 빌리기로 한다. 집으로 돌아간 춘호처는 춘호에게 맞을뻔 하지만 돈을 구해온다는 이야기에 멈추고 더 이상 묻지 않는다. 그날 저녁 잠들기 전에 서로 서울에 대한 이야기를 조곤조곤 나눈다. 다음날  춘호는 아침 춘호처를 정성스레 돌봐준 다음 이주사의 집으로 보낸다.